# AEW TNT Championship
AEW TNT Championship – tytuł mistrzowski wrestlingu promowany przez amerykańską federację All Elite Wrestling (AEW). Jest również drugorzędnym mistrzostwem w federacji. Inauguracyjnym mistrzem był Cody Rhodes.

## Historia
We wrześniu 2019 roku, na miesiąc przed uruchomieniem przez All Elite Wrestling (AEW) swojego pierwszego cotygodniowego programu telewizyjnego, Dynamite, wiceprezes wykonawczy AEW i wrestler Cody drażnił się, że promocja ostatecznie zadebiutuje w mistrzostwach telewizyjnych, ale w tym czasie skupili się na innych ostatnio ustanowionych tytułach. W lutym 2020 roku dziennikarz Dave Meltzer zapytał bezpośrednio Cody’ego o możliwość dodania do promocji drugiego mistrzostwa. Chociaż nie potwierdził ani nie zaprzeczył, Cody nie wykluczył, że w tym roku zadebiutuje tytuł drugorzędny lub „mid-card”. W następnym miesiącu, 30 marca w programie AEW na YouTube Road to Dynamite, oficjalnie ogłoszono drugie mistrzostwo. Komentator AEW play-by-play i starszy producent, Tony Schiavone, ujawnił, że odbędzie się ośmioosobowy turniej w systemie pojedynczej eliminacji, który ukoronuje pierwszego w historii AEW TNT Championa. Turniej rozpoczął się 8 kwietnia na odcinku Dynamite, a finał ustalono na Double or Nothing na 23 maja. 29 kwietnia, Cody i Lance Archer wygrali swoje walki półfinałowe, ustanawiając inauguracyjną walkę o mistrzostwo. Na Double or Nothing, Cody pokonał Archera i został inauguracyjnym mistrzem. Były zawodowy bokser Mike Tyson zaprezentował mistrzostwo Cody’emu.

### Inauguracyjny turniej
Pierwsza połowa turnieju o TNT Championship została ogłoszona 31 marca 2020 roku na odcinku Dark, a druga połowa została ujawniona na Dynamite następnej nocy. Turniej rozpoczął się 8 kwietnia na odcinku Dynamite i zakończył się 23 maja na Double or Nothing.
|  | Ćwierćfinały Dynamite (8, 15, 22 kwietnia 2020) | Ćwierćfinały Dynamite (8, 15, 22 kwietnia 2020) | Ćwierćfinały Dynamite (8, 15, 22 kwietnia 2020) |              |               | Półfinały Dynamite (29 kwietnia 2020) | Półfinały Dynamite (29 kwietnia 2020) | Półfinały Dynamite (29 kwietnia 2020) |  |  | Finał Double or Nothing (23 maja 2020) | Finał Double or Nothing (23 maja 2020) | Finał Double or Nothing (23 maja 2020) |  |
|  |                                                 |                                                 |                                                 |              |               |                                       |                                       |                                       |  |  |                                        |                                        |                                        |  |
|  | Cody                                            | Cody                                            | Pin                                             |              |               |                                       |                                       |                                       |  |  |                                        |                                        |                                        |  |
|  | Cody                                            | Cody                                            | Pin                                             |              |               |                                       |                                       |                                       |  |  |                                        |                                        |                                        |  |
|  | Shawn Spears                                    | Shawn Spears                                    | 21:38                                           |              |               |                                       |                                       |                                       |  |  |                                        |                                        |                                        |  |
|  | Shawn Spears                                    | Shawn Spears                                    | 21:38                                           |              | Cody          | Cody                                  | Pin                                   |                                       |  |  |                                        |                                        |                                        |  |
|  |                                                 |                                                 |                                                 |              | Cody          | Cody                                  | Pin                                   |                                       |  |  |                                        |                                        |                                        |  |
|  |                                                 |                                                 | Darby Allin                                     | Darby Allin  | 20:10         |                                       |                                       |                                       |  |  |                                        |                                        |                                        |  |
|  | Sammy Guevara                                   | Sammy Guevara                                   | Darby Allin                                     | Darby Allin  | 20:10         | 10:50                                 |                                       |                                       |  |  |                                        |                                        |                                        |  |
|  | Sammy Guevara                                   | Sammy Guevara                                   |                                                 |              |               |                                       |                                       |                                       |  |  |                                        |                                        |                                        |  |
|  | Darby Allin                                     | Darby Allin                                     | Pin                                             |              |               |                                       |                                       |                                       |  |  |                                        |                                        |                                        |  |
|  | Darby Allin                                     | Darby Allin                                     | Pin                                             |              | Cody          | Cody                                  | Pin                                   |                                       |  |  |                                        |                                        |                                        |  |
|  |                                                 |                                                 |                                                 |              |               |                                       |                                       |                                       |  |  |                                        |                                        |                                        |  |
|  |                                                 |                                                 | Lance Archer                                    | Lance Archer | 22:00         |                                       |                                       |                                       |  |  |                                        |                                        |                                        |  |
|  | Dustin Rhodes                                   | Dustin Rhodes                                   | Lance Archer                                    | Lance Archer | 22:00         | Pin                                   |                                       |                                       |  |  |                                        |                                        |                                        |  |
|  | Dustin Rhodes                                   | Dustin Rhodes                                   |                                                 |              |               |                                       |                                       |                                       |  |  |                                        |                                        |                                        |  |
|  | Kip Sabian                                      | Kip Sabian                                      | 14:10                                           |              |               |                                       |                                       |                                       |  |  |                                        |                                        |                                        |  |
|  | Kip Sabian                                      | Kip Sabian                                      | 14:10                                           |              | Dustin Rhodes | Dustin Rhodes                         | 22:45                                 |                                       |  |  |                                        |                                        |                                        |  |
|  |                                                 |                                                 |                                                 |              | Dustin Rhodes | Dustin Rhodes                         | 22:45                                 |                                       |  |  |                                        |                                        |                                        |  |
|  |                                                 |                                                 | Lance Archer                                    | Lance Archer | Pin           |                                       |                                       |                                       |  |  |                                        |                                        |                                        |  |
|  | Colt Cabana                                     | Colt Cabana                                     | Lance Archer                                    | Lance Archer | Pin           | 12:42                                 |                                       |                                       |  |  |                                        |                                        |                                        |  |
|  | Colt Cabana                                     | Colt Cabana                                     |                                                 |              |               |                                       |                                       |                                       |  |  |                                        |                                        |                                        |  |
|  | Lance Archer                                    | Lance Archer                                    | Pin                                             |              |               |                                       |                                       |                                       |  |  |                                        |                                        |                                        |  |

## Wygląd pasa
Pas TNT Championship ma sześć płytek, które oryginalnie znajdowały się na czerwonym skórzanym pasku. Na płycie środkowej w widocznym miejscu znajduje się logo sieci TNT. Nad logo TNT znajduje się logo AEW, natomiast pod logo TNT znajduje się czerwony baner z napisem „CHAMPION”. Dwie wewnętrzne płyty boczne przedstawiają „Tara on Techwood”, 1050 Techwood Drive w Atlancie, budynek, który był pierwotną siedzibą TNT. Na dwóch zewnętrznych płytkach bocznych widnieje logo AEW, a na trzeciej, mniejszej płycie bocznej, po prawej stronie, również znajduje się logo promocji. Kiedy pas został po raz pierwszy zaprezentowany 23 maja na Double or Nothing, był na czerwonym skórzanym pasku, ale nie miał poszycia, ponieważ produkcja pasa została opóźniona z powodu pandemii COVID-19; ujawniono również, że ostateczna wersja będzie złocona i zostanie zaprezentowana w późniejszym terminie. Pas został wyprodukowany przez Rona Edwardsena z Red Leather, który był także producentem pasów AEW World Tag Team Championship. Powiedział dalej, że oprócz złota ostateczna wersja TNT Championship będzie również niklowana, a także reliefowe logo TNT. Ukończona wersja paska została pokazana na Twitterze AEW zaledwie kilka godzin przed odcinkiem Dynamite z 12 sierpnia, gdzie gotowy projekt zadebiutował podczas walki Cody’ego ze Scorpio Skyem, w której Cody pozostał mistrzem.
Po nieoczekiwanej śmierci Mr. Brodiego Lee, drugiego posiadacza tytułu, w grudniu 2020 roku firma AEW wycofała wersję pasa mistrzowskiego z czerwonym paskiem, która była używana do tego momentu na cześć Lee (podobnie jak drużyny sportowe wycofują numer). Podczas nocy, jednego ze specjalnych noworocznych odcinków Dynamite, 6 stycznia 2021 roku, Darby Allin zaprezentował nowy pas, o tym samym wzorze co poprzedni pasek, ale na czarnym skórzanym pasku, a nie czerwonym.
Po tym, jak Sammy Guevara pokonał Miro i zdobył tytuł 29 września 2021 roku w odcinku Dynamite, Guevara otrzymał zaktualizowany projekt standardowego pasa mistrzowskiego, który miał zastąpić niestandardowy pas Miro. Ten nowy pas powrócił do projektu standardowej wersji czarnego pasa wprowadzonego przez Darby’ego Allina, ale z kryształkami dodanymi w okrągłym obszarze za reliefowym logo TNT. Oryginalny projektant TNT Championship, Ron Edwardsen, również zaprojektował zaktualizowany pas, który miał w sumie 1577 dżetów, które sam Edwardsen nazwał pasem „TNT Bling”. Chociaż pierwotnie był to niestandardowy pas dla Guevary, kolejni mistrzowie również mieli tę wersję do stycznia 2023 roku. W tym miesiącu po tym, jak Allin pokonał Samoa Joe i wygrał swój drugi TNT Championship, projekt tytułu powrócił do lustrzanego niklowania za logo TNT.

### Niestandardowe projekty
Podczas nocy jednego z Fyter Fest 14 lipca 2021 roku, panujący mistrz Miro przedstawił własną, niestandardową wersję pasa mistrzowskiego w kolorach bułgarskiej flagi, a także zmienił swoją osobowość na „Odkupiciela”. Płytki znajdowały się na białym skórzanym pasku, a płytka środkowa była taka sama; jednak czerwony sztandar został zmieniony na zielony. Dodatkowo zmieniono dwie wewnętrzne płytki boczne, tak aby widniał herb jego rodzinnego miasta Płowdiw w Bułgarii. Tekst pod ramionami brzmiał „Древен и Вечен” (bułgarski: Dreven i Vechen), co oznacza „Starożytny i wieczny”. Niestandardowy pas Miro został wykonany przez firmę Belts By Dan.
20 maja 2022 roku na odcinku Rampage, Sammy Guevara, Tay Conti i Frankie Kazarian zniszczyli standardowy pas, który ukradli panującemu mistrzowi Scorpio Sky’owi. W następnym tygodniu, na odcinku z 27 maja, Dan Lambert i Ethan Page podarowali Sky’owi niestandardową wersję mistrzowskiego pasa w barwach rodzinnego miasta Skya i ulubionej drużyny National Basketball Association, Los Angeles Lakers. „Pas Laker” miał złoty pasek i napis „Champion” na fioletowym banerze. Na końcu pasa, pomiędzy zatrzaskami, widniał napis „8-24”, nawiązujący do numerów noszonych przez nieżyjącą już gwiazdę Lakers, Kobego Bryanta. Oryginalny projektant tytułu, Ron Edwardsen, zaprojektował także „pas Laker”.
Po walce panującego mistrza Jacka Perry’ego 17 sierpnia 2024 roku na odcinku Collision w przygotowaniu do jego obrony przeciwko Darby’emu Allinowi w Coffin matchu na All In 25 sierpnia, Perry włożył swojego przeciwnika Danny’ego Oriona do worka na zwłoki z nazwiskiem Allina, wraz ze standardowym pasem TNT Championship, na który splunął. Następnie Perry zaprezentował swój niestandardowy pas mistrzowski towarzyszący jego osobowości „kozła ofiarnego”, mający ten sam wzór, ale całkowicie pomalowany w sprayu na czarno z czerwoną farbą spryskaną na płycie głównej (naśladującą krew) oraz wypaczony i postrzępiony skórzany pasek. Perry zmienił mistrzostwo poprzez kowalstwo, przerabianie metalu, wypaczanie skórzanego paska, a następnie malowanie.

## Panowania
Na stan 1 sierpnia 2025, było 26 panowań i 15 mistrzów, którzy zdobyli tytuł i Cody Rhodes wcześniej znany jako Cody, Sammy Guevara oraz Wardlow trzymali tytuł rekordowo trzy razy. Cody Rhodes również był mistrzem inauguracyjnym. Najdłużej panującym mistrzem, jest Darby Allin (186 dni), a najkrócej panującym Adam Copeland, który podczas pierwszego panowania trzymał tytuł przez 3 minuty i 30 sekund. Copeland jest również najstarszym mistrzem, który wygrał tytuł w wieku 50 lat, a najmłodszym Daniel Garcia, który wygrał tytuł w wieku 26 lat.
Obecnym mistrzem jest Kyle Fletcher, który jest w swoim pierwszym panowaniu. Pokonał poprzedniego mistrza Dustina Rhodesa w Chicago Street Fightcie na odcinku Collision, 31 lipca 2025.
| Nr        | Ogólny numer panowania                                                     |
| Panowanie | Liczba panowań konkretnego mistrza                                         |
| Dni       | Liczba dni panowania                                                       |
| Dni roz.  | Dni panowania, które są uznawane przez federację na jej oficjalnej stronie |
| +         | Oznacza, że liczba dni w posiadaniu wzrasta z kolejnym dniem               |

| Nr | Mistrz           | Zmiana mistrza           | Zmiana mistrza                                       | Zmiana mistrza      | Statystyki panowania | Statystyki panowania | Statystyki panowania | Notka | Odn.        |
| Nr | Mistrz           | Data                     | Gala                                                 | Miejsce             | Panowanie            | Dni                  | Dni roz.             | Notka | Odn.        |
| -- | ---------------- | ------------------------ | ---------------------------------------------------- | ------------------- | -------------------- | -------------------- | -------------------- | --- | ----------- |
| 1  | Cody             | 23 marca 2020(dts)       | Double or Nothing                                    | Jacksonville, FL    | 1                    | 143                  | 152                  | Pokonał Lance’a Archera w finale turnieju stając się inauguracyjnym mistrzem. | [ 5 ] [ 7 ] |
| 2  | Mr. Brodie Lee   | 13 sierpnia 2020(dts)    | Dynamite                                             | Jacksonville, FL    | 1                    | 55                   | 46                   | Wyemitowano 22 sierpnia 2020. | [ 11 ]      |
| 3  | Cody Rhodes      | 7 października 2020(dts) | Dynamite: Chris Jericho 30th Anniversary Celebration | Jacksonville, FL    | 2                    | 31                   | 31                   | Był to Dog Collar match. Wcześniej był znany jako Cody. | [ 12 ]      |
| 4  | Darby Allin      | 7 listopada 2020(dts)    | Full Gear                                            | Jacksonville, FL    | 1                    | 186                  | 186                  | | [ 13 ]      |
| 5  | Miro             | 12 maja 2021(dts)        | Dynamite                                             | Jacksonville, FL    | 1                    | 140                  | 140                  | | [ 14 ]      |
| 6  | Sammy Guevara    | 29 września 2021(dts)    | Dynamite                                             | Rochester, NY       | 1                    | 84                   | 87                   | | [ 15 ]      |
| 7  | Cody Rhodes      | 22 grudnia 2021(dts)     | Rampage: Holiday Bash                                | Greensboro, NC      | 3                    | 35                   | 32                   | Wyemitowano 25 grudnia 2021. | [ 16 ]      |
| —  | Sammy Guevara    | 8 stycznia 2022(dts)     | Battle of the Belts I                                | Charlotte, NC       | —                    | 18                   | —                    | Główny mistrz Cody Rhodes pierwotnie miał bronić tytułu przeciwko Guevarze na tej gali, ale został wycofany z powodu problemów związanych z COVID-19. Guevara zanian zmierzył się z Dustinem Rhodesem aby wyłonić tymczasowego mistrza. | [ 17 ]      |
| 8  | Sammy Guevara    | 26 stycznia 2022(dts)    | Dynamite: Beach Break                                | Cleveland, OH       | 2                    | 42                   | 42                   | Był to Ladder match przeciwko głównemu mistrzowi Cody’emu Rhodesowi, aby wyłonić niekwstionowanego mistrza. | [ 18 ]      |
| 9  | Scorpio Sky      | 9 marca 2022(dts)        | Dynamite                                             | Estero, FL          | 1                    | 37                   | 38                   | | [ 19 ]      |
| 10 | Sammy Guevara    | 15 kwietnia 2022(dts)    | Battle of the Belts II                               | Garland, TX         | 3                    | 12                   | 11                   | Wyemitowano 16 kwietnia 2022. | [ 20 ]      |
| 11 | Scorpio Sky      | 27 kwietnia 2022(dts)    | Dynamite                                             | Filadelfia, PA      | 2                    | 41                   | 41                   | Był to Ladder match. | [ 21 ]      |
| 12 | Wardlow          | 6 lipca 2022(dts)        | Dynamite                                             | Rochester, NY       | 1                    | 136                  | 136                  | Był to Street Fight. | [ 22 ]      |
| 13 | Samoa Joe        | 19 listopada 2022(dts)   | Full Gear                                            | Newark, NJ          | 1                    | 46                   | 46                   | Był to Three-way match, w którym brał również udział Powerhouse Hobbs. | [ 23 ]      |
| 14 | Darby Allin      | 4 stycznia 2023(dts)     | Dynamite                                             | Seattle, WA         | 2                    | 28                   | 28                   | | [ 24 ]      |
| 15 | Samoa Joe        | 1 lutego 2023(dts)       | Dynamite                                             | Dayton, OH          | 2                    | 32                   | 32                   | Był to No Holds Barred match. | [ 25 ]      |
| 16 | Wardlow          | 5 marca 2023(dts)        | Revolution                                           | San Francisco, CA   | 2                    | 3                    | 3                    | | [ 26 ]      |
| 17 | Powerhouse Hobbs | 8 marca 2023(dts)        | Dynamite                                             | Sacramento, CA      | 1                    | 42                   | 42                   | Był to Falls Count Anywhere match. | [ 27 ]      |
| 18 | Wardlow          | 19 kwietnia 2023(dts)    | Dynamite                                             | Pittsburgh, PA      | 3                    | 59                   | 59                   | | [ 28 ]      |
| 19 | Luchasaurus      | 17 czerwca 2023(dts)     | Collision                                            | Chicago, IL         | 1                    | 98                   | 98                   | | [ 29 ]      |
| 20 | Christian Cage   | 23 września 2023(dts)    | Collision                                            | Grand Rapids, MI    | 1                    | 98                   | 98                   | Był to Three-way match, w którym brał również udział Darby Allin. | [ 30 ]      |
| 21 | Adam Copeland    | 30 grudnia 2023(dts)     | Worlds End                                           | Uniondale, NY       | 1                    | <1                   | <1                   | Był to No Disqualification match. | [ 31 ]      |
| 22 | Christian Cage   | 30 grudnia 2023(dts)     | Worlds End                                           | Uniondale, NY       | 2                    | 81                   | 81                   | Cage natychmiast wykorzystał title shota zdobytego przez Killswitcha na pre-show. | [ 31 ]      |
| 23 | Adam Copeland    | 20 marca 2024(dts)       | Dynamite/Rampage                                     | Toronto, ON, Kanada | 2                    | 70                   | 70                   | Był to „I Quit” match. Walka rozpoczęła się jako walka wieczoru Dynamite i zakończyła się na początku Rampage, które były emitowane jeden po drugim.                                                                                    | [ 32 ]      |
| —  | Wakat            | 29 maja 2024(dts)        | Dynamite                                             | Inglewood, CA       | —                    | —                    | —                    | Wiceprezesi wykonawczy AEW The Young Bucks (Matthew Jackson i Nicholas Jackson) pozbawili Adama Copelanda tytułu z powodu autentycznej kontuzji nogi, której on odniósł na Double or Nothing trzy dni wcześniej.                        | [ 33 ]      |
| 24 | Jack Perry       | 30 czerwca 2024(dts)     | Forbidden Door                                       | Elmont, NY          | 1                    | 146                  | 146                  | Był to Ladder match o zwakowany tytuł, w którym brali również udział Konosuke Takeshita, Mark Briscoe, Dante Martin, Lio Rush i El Phantasmo.                                                                                           | [ 34 ]      |
| 25 | Daniel Garcia    | 23 listopada 2024(dts)   | Full Gear                                            | Newark, NJ          | 1                    | 134                  | 134                  | | [ 35 ]      |
| 26 | Adam Cole        | 6 kwietnia 2025(dts)     | Dynasty                                              | Filadelfia, PA      | 1                    | 97                   | 97                   | | [ 36 ]      |
| —  | Wakat            | 12 lipca 2025(dts)       | —                                                    | —                   | —                    | —                    | —                    | Tytuł został zwakowany z powodu kontuzji Cole’a. | [ 37 ]      |
| 27 | Dustin Rhodes    | 12 lipca 2025(dts)       | All In                                               | Arlington, TX       | 1                    | 19                   | 19                   | | [ 38 ]      |
| 28 | Kyle Fletcher    | 31 lipca 2025(dts)       | Collision                                            | Chicago, IL         | 1                    | 1+                   | 1+                   | Był to Chicago Street Fight. | [ 10 ]      |

## Łączna liczba posiadań
Na stan z 1 sierpnia 2025
| † | Oznaczenie obecnego mistrza                                                             |
| ¤ | Oznacza, że liczba dni nie jest dokładnie znana, więc uznawana jest najmniejsza długość |

| Miejsce | Mistrz           | Liczba panowań | Łączna liczba dni | Łączna liczba dni według AEW |
| ------- | ---------------- | -------------- | ----------------- | ---------------------------- |
| 1       | Darby Allin      | 2              | 214               | 214                          |
| 2       | Wardlow          | 3              | 198               | 198                          |
| 3       | Christian Cage   | 1              | 179               | 179                          |
| 4       | Cody (Rhodes)    | 3              | 148               | 154                          |
| 5       | Jack Perry       | 1              | 146               | 146                          |
| 6       | Miro             | 1              | 140               | 140                          |
| 7       | Sammy Guevara    | 3              | 138               | 140                          |
| 8       | Daniel Garcia    | 1              | 134               | 134                          |
| 9       | Scorpio Sky      | 1              | 107               | 108                          |
| 10      | Luchasaurus      | 1              | 98                | 98                           |
| 11      | Adam Cole        | 1              | 97                | 97                           |
| 12      | Samoa Joe        | 2              | 79                | 79                           |
| 13      | Adam Copeland    | 1              | 70                | 70                           |
| 14      | Mr. Brodie Lee   | 1              | 55                | 46                           |
| 15      | Powerhouse Hobbs | 1              | 43                | 43                           |
| 16      | Dustin Rhodes    | 1              | 18                | 18                           |
| 17      | Kyle Fletcher †  | 1              | 1+                | 1+                           |